# Sikorsky S-72 X-Wing
O Sikorsky S-72 foi um helicóptero composto experimental da Sikorsky Aircraft desenvolvido como a Aeronave de Pesquisa de Sistemas de Rotor (RSRA) para a Administração Nacional da Aeronáutica e Espaço (NASA) e o Exército dos Estados Unidos. O RSRA foi um testbed para sistemas de rotor e propulsão para alta velocidade.

## Projeto e desenvolvimento

### RSRA

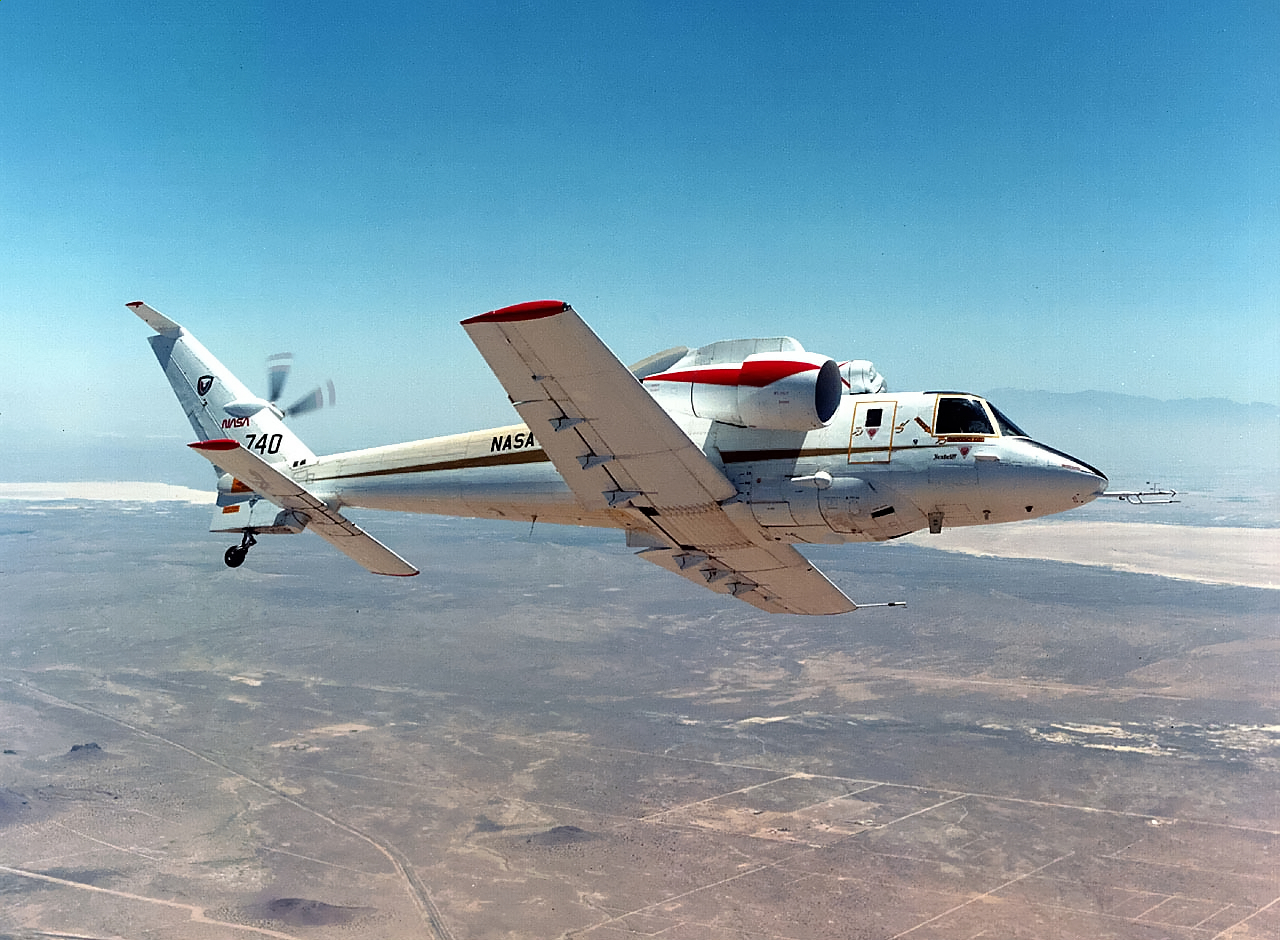
O S-72 em voo sem um rotor principal em 1984

A Sikorsky e a Bell Helicopters competiram pelo contrato RSRA. A proposta preferida da Bell era o "Bell 646A" com rotores baseados no Bell 240 UTTAS; a alternativa era o menor "Bell 646B" baseado no Bell 309 KingCobra. A Sikorsky propôs uma nova aeronave ou um Sikorsky S-67 Blackhawk modificado com o rotor e a caixa de transmissão do Sikorsky S-61. A Sikorsky venceu o contrato para duas aeronaves em janeiro de 1974. O S-67 modificado tornou-se o S-72.[carece de fontes?]
O S-72 podia ser equipado com asas e turbofans General Electric TF34 para permitir a investigação experimental de configurações de helicóptero composto a velocidades de até 300 nós (Predefinição:Convert/km/h mph). Além disso, podia voar como uma aeronave de asa fixa sem um rotor principal.
Único entre os helicópteros de sua época, ele foi equipado com um sistema de extração de emergência para a tripulação. Quando ativado, esse sistema disparava parafusos explosivos que cortavam as pás do rotor principal, painéis de escape eram ejetados do teto da aeronave e a tripulação era extraída por foguetes, em vez de usar um assento ejetável tradicional como nas aeronaves de asa fixa.
O RSRA foi uma aeronave de pesquisa pura desenvolvida para preencher a lacuna entre a análise de projeto, testes em túnel de vento e resultados de voo de aeronaves de rotor. O projeto conjunto NASA/Exército começou em dezembro de 1970, com o primeiro voo em 12 de outubro de 1976, e a primeira das duas aeronaves foi entregue da Sikorsky para a NASA em 11 de fevereiro de 1979.
Um teste notável realizado com o RSRA foi o uso do sistema de medição de carga do rotor principal e de cauda para determinar o arrasto vertical da fuselagem.
Em 1981, a NASA e o Exército dos EUA solicitaram propostas para equipar o RSRA com um rotor principal de quatro pás. A Sikorsky propôs a instalação do rotor principal do UH-60A em sua proposta enquanto a Hughes Helicopters propôs instalar um rotor principal do YAH-64A,, e a Boeing Vertol sugeriu um rotor principal do YUH-61A ou BV-347. No final, este programa não foi adiante.

### O X-Wing

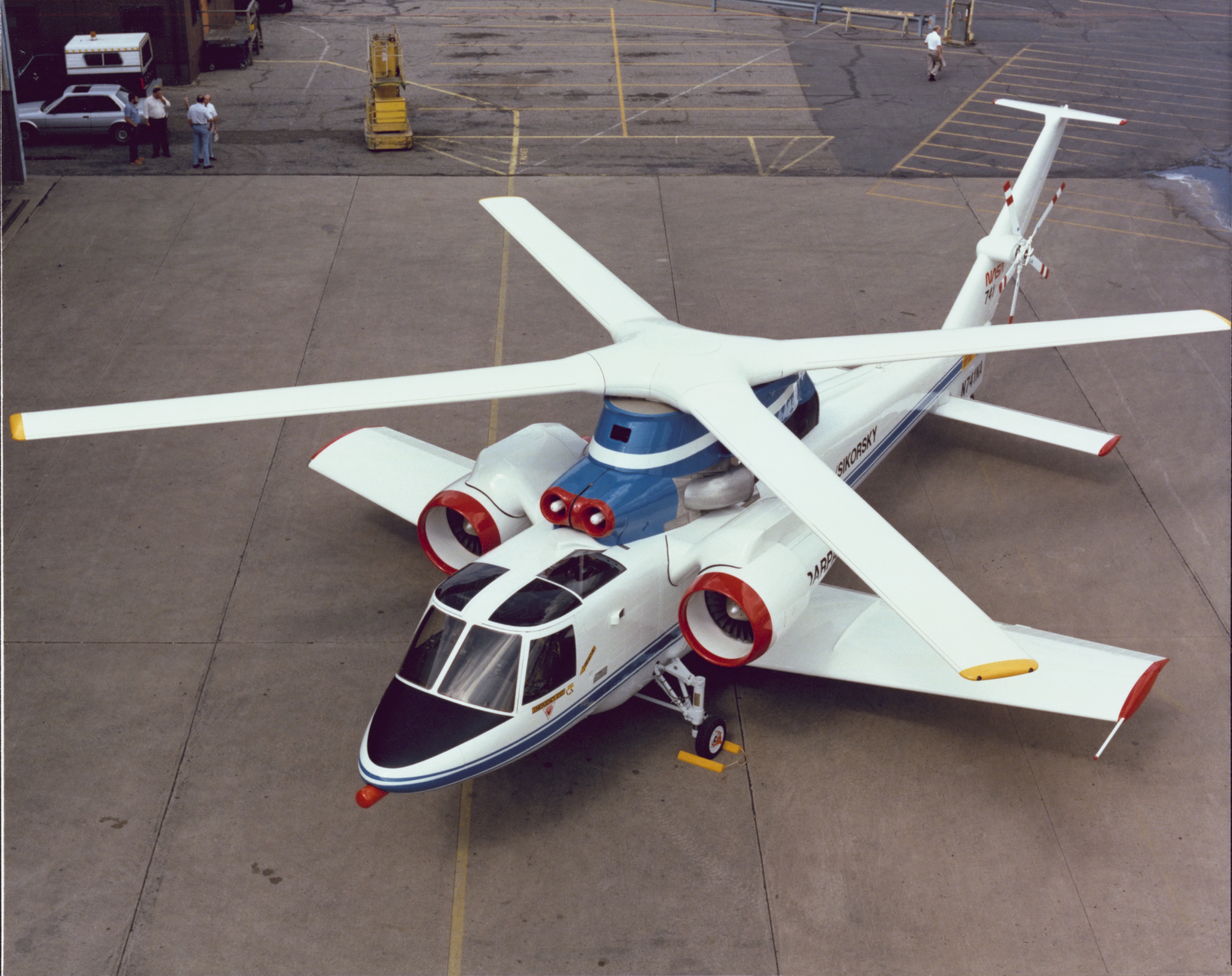
Sikorsky S-72 modificado como banco de testes do X-Wing

O conceito do Rotor de Controle de Circulação X-Wing foi desenvolvido em meados da década de 1970 pelo David W. Taylor Naval Ship Research and Development Center sob financiamento da DARPA.
O X-Wing foi concebido para complementar, e não substituir, helicópteros e aeronaves de asa fixa. Ele foi projetado para ser utilizado em missões como operações ar-ar e ar-terra, além de alerta antecipado aerotransportado, busca e resgate e guerra anti-submarino. Esses papéis poderiam se beneficiar da capacidade da aeronave de pairar e manobrar em baixas velocidades, além de voar em alta velocidade.
Projetado para decolar verticalmente como um helicóptero, seus rotores rígidos poderiam ser parados em pleno voo para atuar como asas em formato de X, proporcionando sustentação adicional durante o voo horizontal, além de contar com asas convencionais. Em vez de controlar a sustentação alterando o ângulo de ataque das pás, como fazem os helicópteros convencionais, a aeronave utilizava ar comprimido vindo dos motores e expelido pelas pás para criar uma superfície aerodinâmica virtual, semelhante aos blown flaps de aeronaves convencionais. Válvulas computadorizadas garantiam que o ar comprimido fosse liberado da borda correta do rotor, que mudava conforme a rotação.
No final de 1983, a Sikorsky recebeu um contrato para modificar um S-72 RSRA em uma plataforma de testes para o sistema de rotor X-Wing. A fuselagem modificada foi apresentada em 1986. Embora muitos dos problemas técnicos da aeronave tenham sido resolvidos e houvesse planos para iniciar testes de voo com o sistema de rotor/asa, a aeronave nunca chegou a voar. Restrições orçamentárias levaram ao cancelamento do programa em 1988.

## Especificações (S-72)

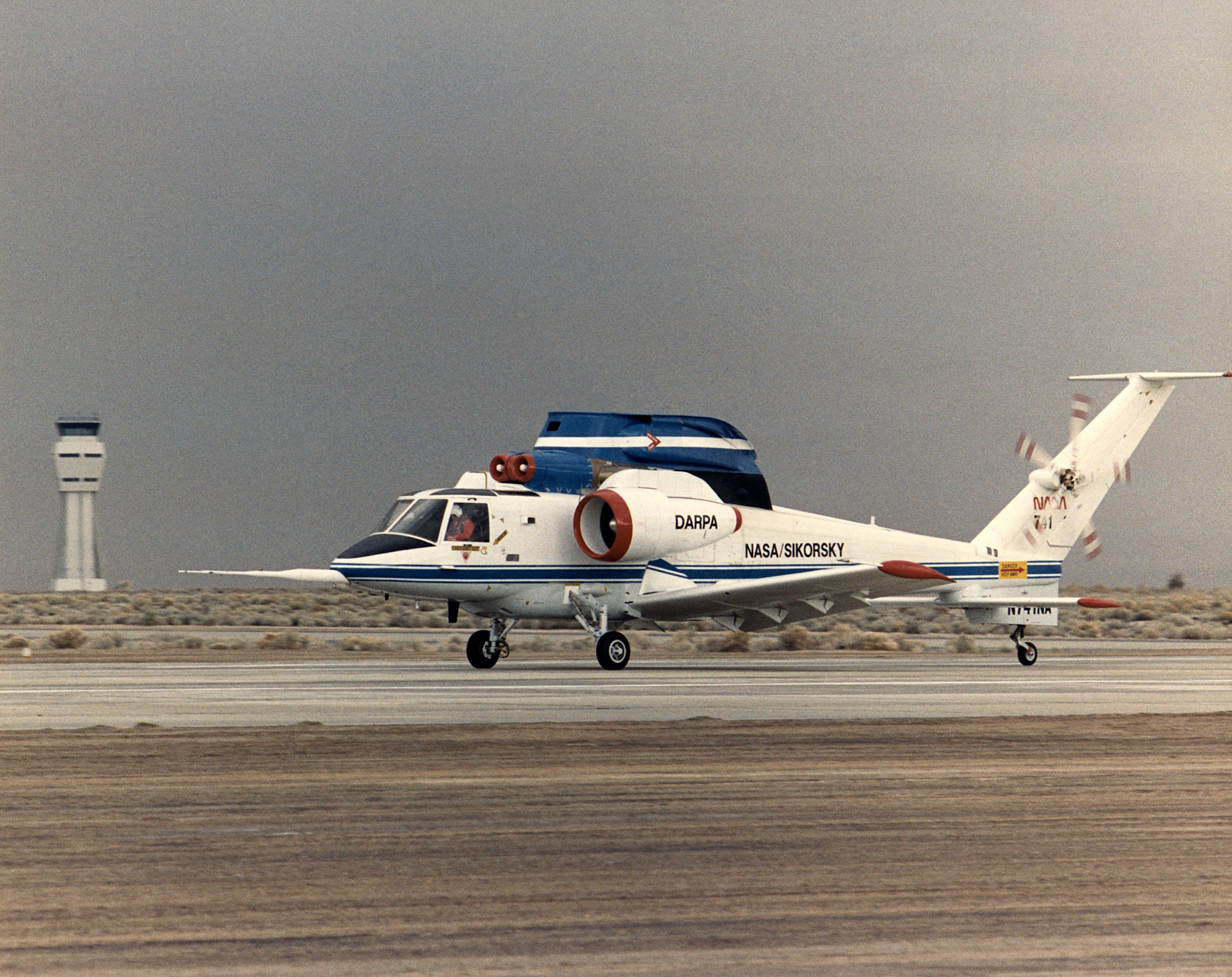
Aeronave X-Wing durante um teste de táxi de alta velocidade em 1987

| Texto do cabeçalho | Texto do cabeçalho                                      |
| ------------------ | ------------------------------------------------------- |
| Tripulação         | 3                                                       |
| Capacidade         | -                                                       |
| Comprimento        | 21,336 metros                                           |
| Altura             | 4,2672 metros                                           |
| Envergadura        | 13,7 metros                                             |
| Área de asa        | 34.37412 m²                                             |
| Velocidade         | 555,6 Km/h                                              |
| Motores            | General Electric T58-GE-5 General Electric TF34-GE-400A |
| Peso               | 11884,12 quilogramas                                    |

Predefinição:Aircraft S-72

### Citações
1. 1 2 3  Robb 2006, p. 50.
2. ↑  Bell Helicopter Company 1972, pp. 1-2.
3. ↑  Schmidt & Linden 1972a, pp. 2-3.
4. ↑  Schmidt & Linden 1972a, pp. 3-4.
5. ↑  Schmidt, Steven A.; Linden, Arthur W. (1972). Rotor systems research aircraft predesign study. Volume 3: Predesign report. [S.l.]: NASA. hdl:2060/19720025366[falta página]
6. ↑  Linden, Art. «Sikorsky S-72 Rotor Systems Research Aircraft (RSRA)». Sikorsky Archives. Consultado em 9 de maio de 2024
7. ↑  Bement, L. J. (1978). Rotor Systems Research Aircraft Emergency Escape System. 34th Annual National Forum. American Helicopter Society
8. ↑  Flemming, R. J. (1981). RSRA vertical drag test report. [S.l.]: NASA. hdl:2060/19820024465[falta página]
9. ↑  Davis, S. J. (1981). Predesign study for a modern 4-bladed rotor for RSRA. [S.l.]: NASA. hdl:2060/19830004795[falta página]
10. ↑  Hughes, C. W.; Logan, A. H. (1981). Pre-design study for a modern four-bladed rotor for the Rotor System Research Aircraft (RSRA). [S.l.]: NASA. hdl:2060/19820008170[falta página]
11. ↑  Bishop, H. E.; Burkam, J. E.; Heminway, R. C.; Keys, C. N.; Smith, K. E.; Smith, J. H.; Staley, J. A. (1981). Predesign study for a modern four-bladed rotor for the NASA rotor systems research aircraft. [S.l.]: NASA. hdl:2060/19820008169[falta página]
12. ↑  Warwick, Graham (9 de agosto de 2008). «X-Wing». DARPA 50th Anniversary Gallery. Aviation Week & Space Technology. Consultado em 26 de outubro de 2012. Cópia arquivada em 17 de janeiro de 2013 Em outubro de 1976, a Lockheed Corporation venceu um contrato da DARPA para desenvolver um rotor em larga escala para testar o conceito.Carlisle, Rodney P. (1998). Where the Fleet Begins: A History of the David Taylor Research Center, 1898–1998. [S.l.]: Department of the Navy. pp. 373–9. ISBN 0-160494-427
13. ↑  Ruby Calzada, X-Wing Arquivado em 2023-04-19 no Wayback Machine, NASA, 03.09.1996
14. ↑  Reader, Kenneth R; Wilkerson, Joseph B (2008) [1976]. Circulation Control Applied to a High Speed Helicopter Rotor. [S.l.]: David W. Taylor Naval Ship Research and Development Center. Cópia arquivada em 2 de fevereiro de 2017[falta página]
15. ↑  «X-Wing scheduled to fly in October» (PDF). Flight International. 18 páginas. 22 de fevereiro de 1986
16. ↑  «Darpa ditches X-Wing» (PDF). Flight International. 2 páginas. 16 de janeiro de 1988
17. ↑  Art Linden, Ken Rosen and Andy Whyte X-Wing, Sikorsky Historical Archives, March 2013

## External links
- Sikorsky S-72 Rotor Systems Research Aircraft (RSRA) on Sikorsky Archives
- Sikorsky X-Wing on Sikorsky Archives
- X-Wing Research Vehicle on NASA.gov
- S-72 on helis.com

Predefinição:Sikorsky Aircraft
Predefinição:Sikorsky S-61 family